# Цхвариашвили, Владимир Георгиевич
Ладо Цхвариашвили (груз. ლადო ცხვარიაშვილი; настоящее имя Владимир Георгиевич Цхвариашвили; 13 апреля 1930 — 5 мая 2007) — советский, грузинский актёр театра и кино, заслуженный артист Грузинской ССР (1969).
Окончил театральную студию при театре им. Марджанишвили (1949). С 1949 года — актёр театра им. Марджанишвили. Выступал на сцене театра им. Ш. Руставели.

## Творчество

### Фильмография
- 1964 — Закон гор (ხევისბერი გოჩა)
- 1965 — Срок истекает на рассвете
- 1967 — Туманность Андромеды — Мвен Мас (главная роль)
- 1967 — Генерал Рахимов — Бабаев
- 1969 — Сокровища пылающих скал — Дау (главная роль)
- 1969-1970 — Десница великого мастера
- 1976 — Как утренний туман
- 1977 — Берега, 1-я серия (დათა თუთაშხია)
- 1983 — Клятвенная запись (წიგნი ფიცისა)
- 1992 — Солнце неспящих (უძინართა მზე, Грузия)